# Genista dorycnifolia
Genista dorycnifolia là một loài thực vật có hoa trong họ Đậu. Loài này được Font Quer miêu tả khoa học đầu tiên.